# Gazmend Freitag

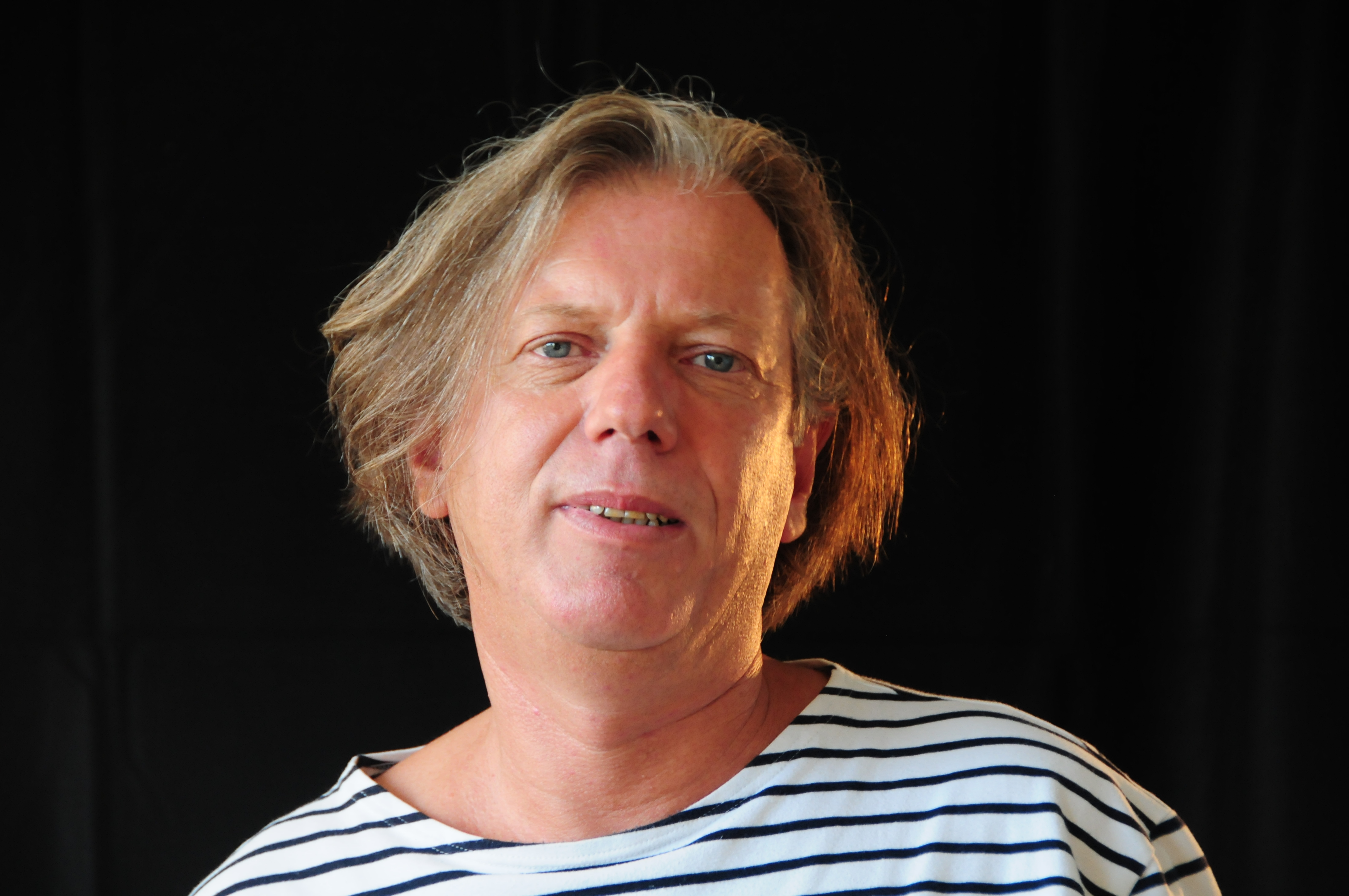
Gazmend Freitag (2016)

Gazmend Freitag (* 25. Mai 1968 in Pataçan i Poshtëm) ist ein albanischer Maler aus dem Kosovo.

## Leben
Gazmend Freitag wurde als drittes Kind seiner Eltern Qamile Mustafa (geb. Gashi) und Asllan Mustafa geboren und entwickelte schon als Kind eine Neigung zur Kunst. Er absolvierte das Gymnasium in Prizren und immatrikulierte sich 1988 an der juristischen Fakultät der Universität Pristina. Nach den ersten beiden Semestern kam der Studienbetrieb jedoch kriegsbedingt nahezu zum Erliegen, und Albanern wurde der Zutritt zur Universität verweigert. Gazmend schloss sich daraufhin den albanischen Studentenprotesten im Jahr 1989 an.
1990 entschied er sich zur Flucht nach Baden-Württemberg. Seit 2004 lebt und arbeitet er als Maler im österreichischen Linz. Im Jahr 2013/14 belegte er bei Annelies Oberdanner an der Kunstuniversität Linz Aktzeichnen als Universitätslehrgang. Bei der Teilnahme an der 1st Biennale of Creativity in Verona, Italien, im Jahr 2014 erlangte er internationale Bekanntheit. Sein Werk Baresha ist Teil des Ausstellungskatalogs mit einer Kunstkritik und einer Biografie auf Englisch und Italienisch. Seit 2014 ist er Mitglied bei :::kunstprojekte::: in Wien. Seit 2015 ist er Illustrator beim Axiomy Verlag in Königstein, Deutschland.

## Werk
Gazmend Freitag ist Akt-, Porträt- und Landschaftsmaler. Er verwendet vor allem die Techniken der Ölmalerei und fertigt Zeichnungen und Grafiken mit Bleistift, Kreide und Tusche an. Er beschäftigt sich mit der menschlichen Figur, hierbei vor allem mit Darstellungen von Frauen. Die Landschaften zeigen Motive seines Geburtslandes Kosovo, aber auch seiner neuen Heimat Linz sowie andere Orte in Frankreich und Italien.
Freitag fertigte zahlreiche Porträts von berühmten albanischen Persönlichkeiten an, aber auch von Menschen, mit denen er als Künstler verbunden ist – wie zum Beispiel andere bildende Künstler, Schriftsteller, Musiker und Verleger. Seine Werke zählen zu den Stilrichtungen des Impressionismus und Expressionismus in zeitgemäßer Umsetzung. Auf Leinwand, besonders in seinen Porträts, drückt er Emotionen aus, die er in seinem Umfeld beobachtet und eröffnet neue stilistische Dimensionen. Zusätzlich bietet er seine Rekonstruktion der Realität an und unterstreicht mit Nachdruck die Besonderheit der Gesichter, die er porträtiert. Seine kompositorische Syntax folgt den Regeln der Kunstlehre und ist mit Betrachtungen ergänzt, die das Romantische betonen.
Die Kunst von Gazmend Freitag ist eng verbunden mit seinen Erfahrungen als Kosovo-Albaner in der Diaspora, der das Schicksal, aus der Heimat vertrieben zu werden, mit den vielen Flüchtlingen der Gegenwart teilen musste. Seine Biographie ist aber auch ein Beispiel für die gelungene Integration einer feinfühligen Künstlerpersönlichkeit mit einer überaus positiven Lebenseinstellung. Für ihn ist es ganz selbstverständlich, über seine Werke mit vielen Menschen zu kommunizieren.

## Ausstellungen

### 2019
- Seniorenzentrum Franz Hillinger, Linz (EA)
- Teilnahme an der ART Salzburg Contemporary 2019, Salzburg
- Galerie ARTINNOVATION Innsbruck, Linz (GA)

### 2018
- Teilnahme an der ART Salzburg Contemporary 2018
- Galerie Strandgut, Linz
- Werkpräsentation „Der Kunstraum in den Ringstrassen Galerien“, Wien

### 2017
- Multikulti-Award 2017, Kunstwerkstätte Ehweiner, Wien
- Albanische Botschaft, Wien
- Multikulti-Award 2017, Kunstwerkstätte Ehweiner, Wien
- 1 „Variable Kompetenzkünstlerausstellung 2017“, Palais Palffy, Wien
- Teilnahme in SPRING pop-up 2017 BIENNALE AUSTRIA, Wien

### 2016
- Gemeinschaftsausstellung  Ausstellung in der Albanischen Botschaft, Wien
- Gemeinschaftsausstellung in der Tanzschule Roman E. Svabek, Wien
- Live-Painting (küssende Paare) „Der Kunstraum in den Ringstrassen Galerien“, Wien
- Werkpräsentation „Der Kunstraum in den Ringstrassen Galerien“, Wien
- Ausstellung in der XI Café & Bar, Wien

### 2015
- Mitwirkung beim Charity-Projekt „A Sign for Humanity“, Traiskirchen, NÖ
- Ausstellung in der SVA, Kunstplatz 2015, Wien
- ART.SALON 2015 in der Galerie Artopia, Wien
- Gemeinschaftsausstellung Frühlingsfest 2015 in Seed Design, Wien
- Gemeinschaftsausstellung in der Albanischen Botschaft, Wien
- Gemeinschaftsausstellung  "Imagine..." CAFÉ - BAR ¡ BEBOP !, Wien
- Benefizabend zu Gunsten des Wiener Tierschutzvereins, Hotel Hillinger, Wien

### 2014
- Tagebuchtage, Erinnerungen an schöne Momente, Cafe Club International C.I., Wien
- Gemeinschaftsausstellung in der Galerie des slowakischen Rundfunks, Bratislava
- Gemeinschaftsausstellung in der Tanzschule Roman E. Svabek, Wien
- Teilnahme an der 1st Biennale of Creativity, Verona
- Ausstellung in der Osteria Allore, Wien

### 2013
- Gemeinschaftsausstellung, European Art Fest, Linz
- Kunst für alle – Kunst braucht Öffentlichkeit, KVH, Wien
- Gemeinschaftsausstellung in der Galerie „Der Kunstraum“, Wien
- Gemeinschaftsausstellung im Café Kronberg, Scharten
- Ausstellung in der Galerie–Halle, Linz

### 2008
- Gemeinschaftsausstellung in Atrium, Bad Schallerbach
- Ausstellung an der Peuerbacher Messe, Peuerbach